# LADY紛争
LADY紛争（レディふんそう）とは、パソコン通信PC-VANにおいて、SIG-LADYを主要な舞台とした1990年1月から7月にかけての紛争事件をいう。AERAや日経パソコンなどで事件が紹介されたため、PC-VAN内外を問わずに広く知られるようになった。

## SIG-LADY誕生
SIG「QLD画像通信」には、「美容室」という名の女性優先ボードがあった。積極的な書き込みが行われ、次第にボードに参加する女性が増えてきたが、このボードを新たなSIGとして独立させる案が出てきた。しかしSIGの開設には合理的な理由が必要とされていたため、QLD画像通信の主催者であった魔女に相談が持ちかけられた。そして、ニフティの「LADYフォーラム」の存在や、2％といわれていた女性会員数の増大に繋げられる可能性があるなどといった理由をつけて、運営事務局にSIG開設の申請書が出された。運営事務局は普段から何かと繋がりのある魔女の後押しがあったことも考慮しつつ、PC-VAN発展のひとつの目玉として売り出せるということから了承し、1989年5月にSIG-OP及びSUB-OPの全員が女性のSIG-LADYが誕生した。そしてまた、運営事務局は、従来からのPC-VANの広告に、SIG-LADYについての宣伝文を含ませるようになった。